# オム・テウン
オム・テウン（ハングル：엄태웅、漢字：嚴泰雄、1974年4月5日 - ）は、韓国の俳優。体重70kg。本貫は寧越厳氏。女優、歌手のオム・ジョンファは姉であり、バレリーナのユン・ヘジンは妻。

## 経歴
- 1997年の映画『あきれた男たち』でデビュー。
- 数々のテレビドラマや映画出演を経て、2005年のテレビドラマ『復活』で主演に抜擢された。
- 2011年からは、バラエティ番組『ハッピーサンデー：1泊2日』にレギュラー出演している。

## 出演

### テレビドラマ
- 怒った顔で振り返れ（2000年、KBS）
- 女子高時代（2001年、MBC）
- 未必的故意による愛（2001年、SBS）
- 九尾孤外伝（2004年、KBS） - サジュン役
- 済州島の青い夜（2004年、KBS） - ギテ役
- コムスクへ行く電車（2004年、MBC）
- 快傑春香（2005年、KBS） - ピョン・ハクト役
- 復活（2005年、KBS） - ソ・ハウン / ユ・ガンヒョク ／ ユ・シンヒョク役（一人二役）
- オオカミ（2006年、MBC） - ユン・ソンモ役
- 天国への扉（2006年、SBS） - カン・サノ役
- 魔王（2007年、KBS） - カン・オス役
- 1to1 マッチャン（2008年、tvN）
- 善徳女王（2009年、MBC） - キム・ユシン（金庾信）役
- ドクターチャンプ（2010年、SBS） - イ・ドウク役
- 赤道の男（2012年、KBS） - キム・ソヌ（デイビット・キム）役
- 7級公務員（2013年、MBC） - チェ・ウヒョク役
- 剣と花（2013年、KBS） - ヨン・チュン役
- 私たち、恋してる（2014年、JTBC） - オ・ギョンス役
- 一理ある愛（2014年 - 2015年、tvN） - チャン・ヒテ役
- ウォンテッド～彼らの願い～（2016年、SBS） - シン・ドンウク役

### 映画
- あきれた男たち（1997年）
- 春の日のクマは好きですか?（2003年）
- シルミド（2003年）
- ファミリー（2004年）
- 公共の敵2（2005年）
- 家族の誕生（2006年）
- 私たちの生涯最高の瞬間（2007年）
- 私の恋（2007年）
- あなたは遠いところに（2007年）
- イリ（2008年）
- The Phone（2009年）
- 人喰猪、公民館襲撃す（2009年）
- シラノ恋愛操作団（2010年）
- S.I.T. 特命殺人捜査班（2011年）
- ネバーエンディング・ストーリー（2012年）
- ラブ・リミット（2012年）
- 建築学概論（2012年）
- トップスター（2014年）
- ショベルカー（2017年）
- 最後の宿題（2022年）

### バラエティ番組
- ハッピーサンデー：1泊2日（2011年、KBS）
- スーパーマンが帰ってきた（2015年、KBS）

## 受賞歴
- 2004 KBS演技大賞 短編ドラマ特別賞 男性部門（『済州島の青い夜』）
- 2005 KBS演技大賞 優秀男優演技賞 / ベストカップル賞（『復活』）
- 2006 第14回春史大賞映画祭 新人男優賞（『家族の誕生』）
- 2009 MBC演技大賞 最優秀男優賞（『善徳女王』）
- 2011 KBS芸能大賞 大賞（『ハッピーサンデー：1泊2日』）
- 2013 第47回納税者の日 模範納税者賞大統領表彰